# لخرب (لقصار)
لخرب هو دُوَّار يقع بجماعة سيدي عيسى، إقليم آسفي، جهة مراكش آسفي في المملكة المغربية. ينتمي الدوّار لمشيخة لقصار التي تضم 28 دوار. يقدر عدد سكانه بـ 91 نسمة حسب الإحصاء الرسمي للسكان والسكنى لسنة 2004.

## روابط خارجية
- البوابة الوطنية للجماعات الترابية نسخة محفوظة 12 مارس 2018 على موقع واي باك مشين.
- المندوبية السامية للتخطيط